# リーズ・アンド・ラグズ
リーズ・アンド・ラグズ(leads and lags)とは、為替相場の変動を見越して、企業の債権や債務の支払いや受け取りの時期を意図的に早めたり遅らせたりする行為。「リーズ・アンド・ラッグズ」とも。
リーズ(leads)は早めることを、ラグズ(lags)は遅らせることを意味する。

## 定義
リーズ・アンド・ラグズという用語は必ずしも統一的な定義に基づいて使用されているものではない。狭義では、日本企業から見た場合、以下の行為を指す。
- リーズ (leads):  外貨建て債権の受け取りを早める行為。円高が予想される場合に輸出企業が、円安が予想される場合に輸入企業がこれを行う[3]。
- ラグズ (lags):  外貨建て債務の支払いを遅らせる行為。円安が予想される場合に輸出企業が、円高が予想される場合に輸出企業がこれを行う[3]。

広義では、監視対象は為替相場に限定されない。例えば相手国が関税率を変更したり、輸出入の規制を強化したり、といった状況が予想される場合に、事前に決済時期を調整する対応も、広い意味でのリーズ・アンド・ラグズに含められる。
目的
リーズ・アンド・ラグズは、為替変動によるリスクを軽減し、利益を最大化するために行われる。もし輸出入を円建てで行えるのであれば、こうしたリスクは回避できる。しかしこれはリスクを取引相手に押し付けることとなり、相手の関係によっては実現が難しい。そこで用いられるのがリーズ・アンド・ラグズである。

## 規制
リーズ・アンド・ラグズは、国によっては実施が規制されているが、その規制はそれほど強いものではない。

## 例
- 1971年8月にアメリカのニクソン大統領が新経済政策を発表した直後、業者が一斉にリーズを行い、外貨準備高が急増した[6]。
- 1985年のプラザ合意後に起きた円高局面において、日本の輸出企業は一斉に代金前払を要求する動きに出た[2]。